# Pukhrayan
Pukhrayan è una suddivisione dell'India, classificata come municipal board, di 19.908 abitanti, situata nel distretto di Kanpur Dehat, nello stato federato dell'Uttar Pradesh. In base al numero di abitanti la città rientra nella classe IV (da 10.000 a 19.999 persone).

## Geografia fisica
La città è situata a 26° 13' 60 N e 79° 50' 60 E e ha un'altitudine di 123 m s.l.m..

## Società

### Evoluzione demografica
Al censimento del 2001 la popolazione di Pukhrayan assommava a 19.908 persone, delle quali 10.583 maschi e 9.325 femmine. I bambini di età inferiore o uguale ai sei anni assommavano a 2.653, dei quali 1.399 maschi e 1.254 femmine. Infine, coloro che erano in grado di saper almeno leggere e scrivere erano 13.800, dei quali 7.976 maschi e 5.824 femmine.